# Harry Potter a Kámen mudrců
Harry Potter a Kámen mudrců (anglicky Harry Potter and the Philosopher's Stone) je první ze série knih od J. K. Rowlingové o Harrym Potterovi z roku 1997.

## Obsah
Jedenáctiletý Harry Potter žije v domě č. 4 v Zobí ulici v Kvikálkově u své tety a strýce – Vernona Dursleyho a Petunie Dursleyové –⁠⁠⁠⁠⁠⁠ není to pro něj však procházka růžovým sadem… Právě naopak, jejich synáček Dudley dělá Harrymu ze života pořádné peklo. Ale jeho život neznepříjemňují pouze předpojatí příbuzní, ale také Harryho pomalu se projevující kouzelnické schopnosti, mezi které patří třeba to, že umí mluvit s hady, což se ukázalo na jedné Dudleyho narozeninové oslavě v zoo.
Pár dní před Harryho jedenáctými narozeninami mu přijde podivný dopis. Strýc Vernon dopis pozná a zničí ho. Stejně tak i nadcházející haldy dopisů, které se do jejich domu dostanou přes plata vajec, pod dveřmi, skrz komín… Snaha jeho i tety Petunie zamezit Harrymu styk s kouzelnickým světem však přesto vyjde vniveč, když vezme Vernon Dursley celou rodinu na opuštěný ostrov, o němž si myslí, že tam nikdo žádnou poštu posílat nebude. V tom se ale mýlí. O půlnoci, přesně v tu chvíli, kdy se malý Harry Potter před jedenácti lety narodil, vtrhne do polorozpadlé chaty, kde nocují, jakýsi obr. Představí se jako Rubeus Hagrid, klíčník a šafář v Bradavicích a oznámí překvapenému Harrymu to, co se mu snažily sdělit dopisy – že má od září nastoupit do Školy čar a kouzel v Bradavicích, kde se bude učit kouzlům. Harry se zároveň dozvídá také pravdu o smrti svých rodičů, kteří nezemřeli – jak si do té doby myslel – při autonehodě, ale že je zabil zlý černokněžník Lord Voldemort, nejobávanější a nejkrutější čaroděj všech dob.
Ráno Harry s Hagridem navštíví hostinec Děravý kotel, kde potkají několik Hagridových známých, mezi ně patří i učitel Obrany proti černé magii, profesor Quirrell. Harry se tam také přesvědčí o tom, že je ve světě kouzelníků doopravdy slavný, jak tvrdil Hagrid. Slavný díky něčemu, co si stěží pamatuje. Lord Voldemort, neboli Tom Rojvol Raddle, se totiž při vraždě jeho rodičů pokusil zabít i jeho, ale nedokázal to. Nedokázal zabít toho malého chlapce. A tak se Harry Potter stal prvním člověkem v historii, jenž přežil kletbu Avada Kedavra, což je jedna z kleteb, která se nepromíjí (smrtící).
Následně navštíví Příčnou ulici, kde si Harry vybere ve slavné Gringottově bance peníze zděděné po rodičích a Hagrid zde vyzvedne ještě jeden nadmíru podivný balíček. Pak nakoupí školní potřeby a jako dárek k narozeninám dostane Harry od Hagrida sovu, kterou pojmenuje Hedvika.
Prvního září na nádraží King's Cross projde přepážkou mezi nástupišti devět a deset, čímž se dostane na nástupiště devět a tři čtvrtě, kde nasedne na Bradavický expres. Seznámí se zde se zrzavým chlapcem Ronem a s nadanou čarodějkou z mudlovské rodiny Hermionou, se kterou se ze začátku nekamarádí, protože je namyšlená. S Ronem se ihned spřátelí. Poprvé se zde setkají i s Nevillem Longbottomem. Už ve vlaku si stihnou udělat i nějaké nepřátele.
Ve škole jsou Harry s Ronem –⁠⁠⁠⁠⁠⁠ a k jejich nechuti i Hermiona –⁠⁠⁠⁠⁠⁠ Moudrým kloboukem zařazeni do Nebelvíru. Což je kolej, jedna ze čtyř, vyznačující se chrabrostí, do kterých jsou studenti Bradavické školy čar a kouzel zařazováni.
Už při oslavě zahájení školního roku si Harry všimne profesora Snapea, učitele s hákovitým nosem, o kterém se dovídá, že je kolejním ředitelem Zmijozelu. Později se Severus Snape stane jeho nejméně oblíbeným vyučujícím.
Mezi nimi a Hermionu Grangerovou panují neshody až do doby, kdy ji napadne horský troll a Harry s Ronem ji zachrání. Postupně se stanou nerozlučnou trojicí kamarádů (Harry, Ron a Hermiona).
Harry se také ukáže být dobrým ve famfrpálu, což je oblíbený kouzelnický sport na košťatech se čtyřmi míči. Každý tým má sedm hráčů. Tři střelce, kteří hrají s camrálem. Dále dva odražeče, kteří mají na starosti dva potlouky, které posílají proti soupeřům, brankáře, který hlídá tři obruče a nakonec chytače, kterého hraje v nebelvírském mužstvu Harry. Ten chytá zlatonku, tím přinese svému týmu sto padesát bodů a zároveň ukončí utkání.
Na základě vlastního pátrání Harry usoudí, že se někdo snaží ukrást kámen mudrců, zázračný kámen, vyrábějící zlato a elixír života, který je od doby, kdy ho Hagrid v onom nadmíru podezřelém balíčku přinesl, ve škole. Jeho hlavním podezřelým je profesor Snape, ale když se s pomocí Rona a Hermiony dostane až do komnaty, kde je kámen uložen, zjistí něco šokujícího. Kámen mudrců nechce ukrást podezřelý profesor, nýbrž nenápadný koktavý profesor Quirrell. Chce jej předat svému pánovi, kterým je právě vrah Harryho rodičů, Lord Voldemort, snažící se opět vrátit k moci. Harrymu se kámen nakonec podaří před Quirrellem zachránit, a tak návrat Voldemorta odložit.